# Salazac
Salazac (okzitanisch: Salasac) ist eine französische Gemeinde mit 215 Einwohnern (Stand: 1. Januar 2022) im Département Gard in der Region Okzitanien (bis 2015 Languedoc-Roussillon); sie gehört zum Arrondissement Nîmes und zum Kanton Pont-Saint-Esprit. 

## Geografie
Salazac liegt etwa 49 Kilometer nordnordöstlich von Nîmes und etwa 27 Kilometer nordwestlich von Orange. Umgeben wird Salazac von den Nachbargemeinden Aiguèze im Norden, Saint-Julien-de-Peyrolas im Nordosten, Saint-Paulet-de-Caisson im Osten, Saint-Laurent-de-Carnols im Süden sowie Saint-Christol-de-Rodières im Westen.

## Bevölkerungsentwicklung
| Jahr                       | 1962 | 1968 | 1975 | 1982 | 1990 | 1999 | 2006 | 2017 |
| Einwohner                  | 140  | 141  | 113  | 140  | 140  | 162  | 183  | 184  |
| Quellen: Cassini und INSEE |      |      |      |      |      |      |      |      |

## Sehenswürdigkeiten

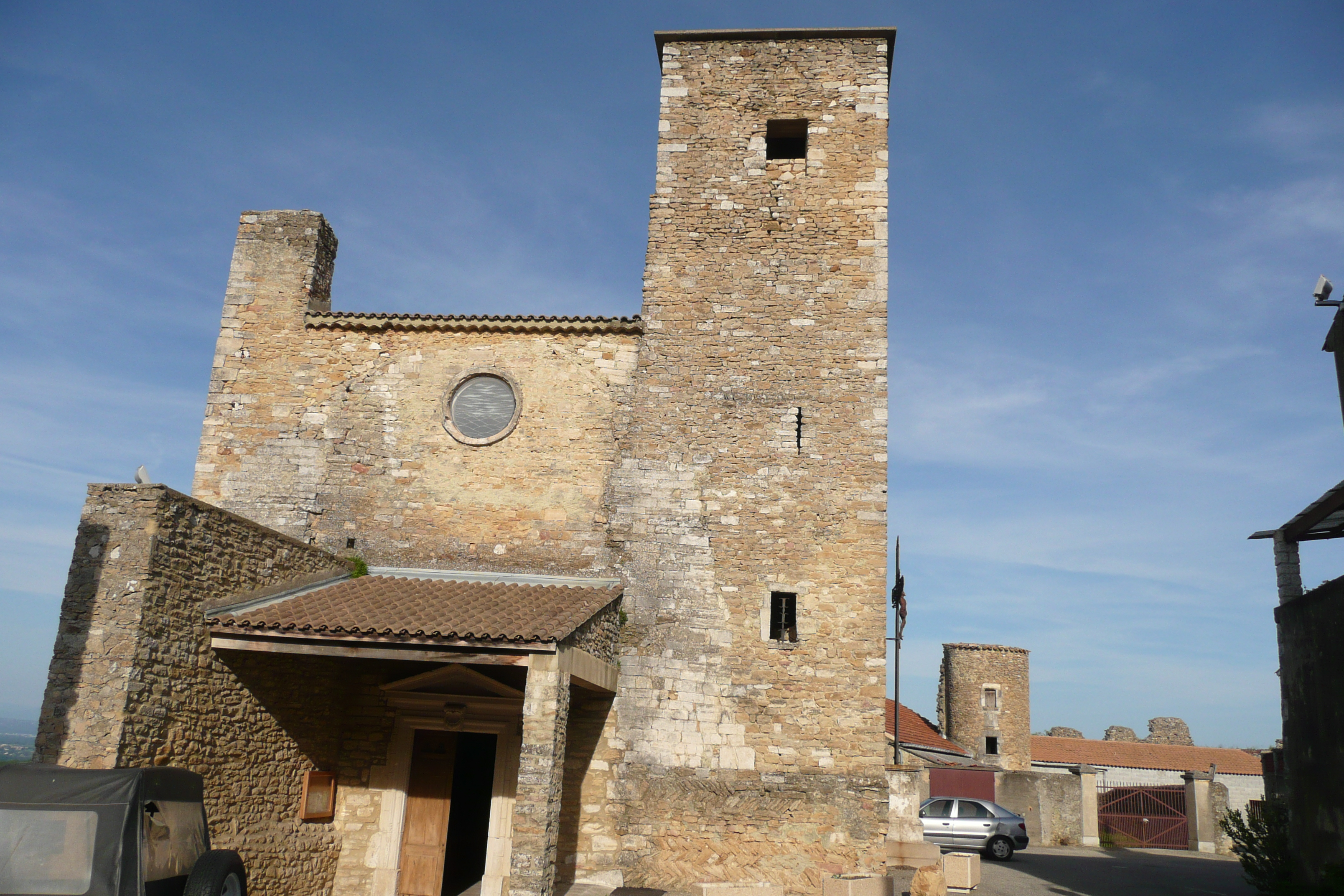
Kirche Saint-Clément

- Kirche  Saint-Clément